# Кулибали, Билаль
Билаль Кулибали (фр. Bilal Coulibaly; род. 26 июля 2004, Сен-Клу) — французский профессиональный баскетболист, легкого форвард клуба НБА «Вашингтон Уизардс».

## Ранние годы
Кулибали вырос во французском городе Курбевуа и начал играть в баскетбол в восемь лет за местную одноимённую команду. В 2017 году начал выступать за молодёжную команду «Леваллуа». Он имеет малийские корни.

## Клубная карьера

### Метрополитан 92 (2021—2023)
Кулибали начал профессиональную карьеру в 2021 году в клубе «Метрополитан 92» в LNB Espoirs, французской лиге среди юношей до 21 года. Сезон 2022/2023 он начал, играя за молодёжный состав «Метрополитанс 92». Он был переведен в старшую команду после того, как набирал в среднем 21,9 очка, 2,6 перехвата и 1,2 блок-шота за игру в матчах турнира. Кулибали подал документы для участия на драфте НБА 2023 года.

### Вашингтон Уизардс (2023—н.в.)
«Индиана Пэйсерс» выбрали Кулибали под седьмым номером на драфте НБА 2023 года и обменяли его права в «Вашингтон Уизардс» на два будущих выбора во втором раунде и права на Джараса Уокера. 2 июля 2023 года он подписал контракт с «Уизардс». 25 октября Кулибали дебютировал в НБА в матче открытии и набрал 3 очка, 4 подбора, 3 передачи и 3 блок-шота за 23 минуты, сыгранные в проигрышной игре против «Индиана Пэйсерс» (120:143). Через 5 дней, в игре против «Бостон Селтикс», Кулибали стал самым молодым игроком в истории «Уизардс», вышедшем в стартовом составе, в возрасте 19 лет и 96 дней. Кулибали записал свой первый дабл-дабл в составе «Вашингтона» в игре против «Бруклин Нетс» в декабре 2023 года, где он набрал 11 очков и сделал 10 подборов.
18 марта 2024 года «Уизардс» объявили, что Кулибали пропустит остаток сезона 2023/2024 из-за перелома правого запястья, который он получил в игре против «Чикаго Буллз». В своём дебютном сезоне Кулибали сыграл в 63 играх и в среднем набирал 8,4 очка, 4,1 подбора и 1,7 результативных передач.
В сезоне 2024/25 Кулибали принял участие в 59 матчах за «Уизардс», набирая в среднем 12,3 очка, 5,0 подбора и 3,4 передачи. В марте 2025 года он получил растяжение правого подколенного сухожилия, из-за чего был вынужден пропустить остаток сезона.

## Карьера за сборную
Кулибали играл за сборную Франции среди юношей до 18 лет на чемпионате Европы в 2022 году. Он набирал в среднем 7,7 очка, 3,9 подбора и одну передачу за семь игр, а Франция заняла пятое место. Кулибали сыграл за сборную Франции на летних Олимпийских играх 2024 года, завоевав серебряную медаль после поражения в финале от США.

## Статистика

### Статистика в НБА
| Сезон                                                                                    | Команда   | Регулярный сезон | Регулярный сезон | Регулярный сезон | Регулярный сезон | Регулярный сезон | Регулярный сезон | Регулярный сезон | Регулярный сезон | Регулярный сезон | Регулярный сезон | Регулярный сезон | Серия плей-офф | Серия плей-офф | Серия плей-офф | Серия плей-офф | Серия плей-офф | Серия плей-офф | Серия плей-офф | Серия плей-офф | Серия плей-офф | Серия плей-офф | Серия плей-офф |
| Сезон                                                                                    | Команда   | GP               | GS               | MPG              | FG%              | 3P%              | FT%              | RPG              | APG              | SPG              | BPG              | PPG              | GP             | GS             | MPG            | FG%            | 3P%            | FT%            | RPG            | APG            | SPG            | BPG            | PPG            |
| ---------------------------------------------------------------------------------------- | --------- | ---------------- | ---------------- | ---------------- | ---------------- | ---------------- | ---------------- | ---------------- | ---------------- | ---------------- | ---------------- | ---------------- | -------------- | -------------- | -------------- | -------------- | -------------- | -------------- | -------------- | -------------- | -------------- | -------------- | -------------- |
| 2023/24                                                                                  | Вашингтон | 63               | 15               | 27,2             | 43,5             | 34,6             | 70,2             | 4,1              | 1,7              | 0,9              | 0,8              | 8,4              | Не участвовал  | Не участвовал  | Не участвовал  | Не участвовал  | Не участвовал  | Не участвовал  | Не участвовал  | Не участвовал  | Не участвовал  | Не участвовал  | Не участвовал  |
| 2024/25                                                                                  | Вашингтон | 59               | 59               | 33,0             | 42,1             | 28,1             | 74,6             | 5,0              | 3,4              | 1,3              | 0,7              | 12,3             | Не участвовал  | Не участвовал  | Не участвовал  | Не участвовал  | Не участвовал  | Не участвовал  | Не участвовал  | Не участвовал  | Не участвовал  | Не участвовал  | Не участвовал  |
|                                                                                          | Всего     | 122              | 74               | 30,0             | 42,7             | 31,1             | 72,8             | 4,5              | 2,5              | 1,1              | 0,7              | 10,3             | Не участвовал  | Не участвовал  | Не участвовал  | Не участвовал  | Не участвовал  | Не участвовал  | Не участвовал  | Не участвовал  | Не участвовал  | Не участвовал  | Не участвовал  |
| Наведите курсор мыши на аббревиатуры в заголовке таблицы, чтобы прочесть их расшифровку. |           |                  |                  |                  |                  |                  |                  |                  |                  |                  |                  |                  |                |                |                |                |                |                |                |                |                |                |                |

### Статистика в других лигах
| Сезон | Команда                | Лига                         | GP | GS | MPG  | FG%  | 3P%  | FT%  | RPG | APG | SPG | BPG | PFL | TOV | PPG  |
| --- | ---------------------- | ---------------------------- | -- | -- | ---- | ---- | ---- | ---- | --- | --- | --- | --- | --- | --- | ---- |
| 2021/22 | Метрополитан 92 (мол.) | Молодёжный чемпионат Франции | 26 | 15 | 27,3 | 45,4 | 20,9 | 67,5 | 4,7 | 1,8 | 1,6 | 1,0 | 2,2 | 1,8 | 11,8 |
| 2022/23 | Все клубы              | Все лиги                     | 53 | 34 | 24,0 | 52,7 | 33,6 | 70,5 | 4,1 | 1,4 | 1,4 | 0,5 | 1,8 | 1,6 | 10,9 |
| 2022/23 | Метрополитан 92 (мол.) | Молодёжный чемпионат Франции | 16 | 16 | 32,1 | 53,0 | 32,4 | 76,6 | 6,4 | 2,5 | 2,6 | 1,2 | 1,6 | 2,8 | 21,9 |
| 2022/23 | Метрополитан 92        | Чемпионат Франции            | 36 | 17 | 20,2 | 52,6 | 36,0 | 60,9 | 3,1 | 1,0 | 0,9 | 0,2 | 1,8 | 1,1 | 6,1  |
| 2022/23 | Метрополитан 92        | Кубок французской лиги       | 1  | 1  | 32,0 | 42,9 | 0,0  | 50,0 | 5,0 | 0,0 | 1,0 | 0,0 | 4,0 | 2,0 | 7,0  |
| Всего | Всего                  | Всего                        | 79 | 49 | 25,1 | 49,8 | 28,3 | 69,6 | 4,3 | 1,6 | 1,5 | 0,6 | 1,9 | 1,7 | 11,2 |
| Наведите курсор мыши на аббревиатуры в заголовке таблицы, чтобы прочесть их расшифровку Статистика приведена с сайта basketball.realgm.com |                        |                              |    |    |      |      |      |      |     |     |     |     |     |     |      |